# Río Bullaque
El río Bullaque es un río del centro de España, un afluente del río Guadiana por su margen derecha que discurre por el noroeste de la provincia de Ciudad Real. Tiene una longitud de 91,16 km y su cuenca drena 1603,5 km².

## Etimología
El origen de su nombre podría derivarse del latín «bullire» por el «bullir» de sus aguas en algunos tramos pero algunos historiadores y lingüistas apuntan que podría tratarse del nombre de un caudillo árabe.

## Geografía
El río Bullaque nace a 1043 m de altitud en el cerro Laguna, de la sierra del Chorito, en el término municipal de Retuerta del Bullaque y desemboca en el río Guadiana en el paraje denominado «Las Juntas», Luciana, a 520 m.  
Su curso, que atraviesa también los municipios de Porzuna, El Robledo y Piedrabuena, se estanca a veces en grandes remansos llamados «tablas», donde pueden apreciarse especies de flora (nenúfar, Nymphaea alba, junquillo, Narcissus jonquilla) y fauna (martín pescador, Alcedo atthis, nutria, Lutra lutra, tritón ibérico, Triturus boscai), indicadoras de la alta calidad de sus aguas y el buen grado de conservación de su entorno. La morfología del río es dendrítica y presentaba un anastomosamiento o trenzado que fue modificado por encauzamiento para aprovechamiento agrícola.
Los principales afluentes del Bullaque son los ríos de las Navas y el Milagro en la cuenca alta, Alcobilla en la cuenca media y Bullaquejo en la cuenca baja.
Una parte del río forma parte del parque nacional de Cabañeros y otras partes se encuentran protegidas legalmente. Entre los problemas de conservación del río se encuentra la modificación de su cauce anastomosado, la construcción del embalse de Torre de Abraham y la construcción de un trasvase para derivar agua a Ciudad Real y otros municipios, los vertidos, la introducción de especies de peces y reptiles alóctonas, el vallado de algunos cauces y la urbanización de algunas zonas de su ribera.
El régimen del río es estacional y presenta crecidas mantenidas de caudal en los períodos de fuertes precipitaciones, generalmente invierno o primavera. Su aportación es pluvial siendo muy escasas las precipitaciones en forma de nieve. En este territorio se encuentra el «Acuífero 22, o Detrítico-Pliocuaternario».